# Max Warmerdam
Max Warmerdam (Tegelen, 30 marzo 2000) è uno scacchista olandese.
Ha conseguito il titolo di Grande Maestro in febbraio del 2021.
È stato uno dei secondi di Anish Giri nel Torneo dei candidati 2020-2021.
In gennaio 2021 ha vinto la Vergani Cup January a Cattolica. In dicembre dello stesso anno ha vinto il Campionato olandese, titolo vinto ancora nel 2024 .
A settembre 2024 raggiunge il suo punteggio record di Elo : 2.679 punti, che gli permette di raggiungere la 47ª posizione al mondo e il terzo posto tra i giocatori olandesi.